# Kczewo (powiat kartuski)
Kczewo, dodatkowa nazwa w języku kaszubskim Kczewò, niem. Exau– wieś kaszubska w Polsce, położona w województwie pomorskim, w powiecie kartuskim, w gminie Przodkowo, w sąsiedztwie jeziora Kczewskiego.
| SIMC    | Nazwa      | Rodzaj    |
| ------- | ---------- | --------- |
| 0169561 | Bursztynik | część wsi |
| 0169578 | Młynek     | część wsi |

## Nazwa miejscowości
Najwcześniejsze zapisy miejscowości pochodzą z końca XIV w., z czasów krzyżackich. Miały one formę Exsow, Exaw, Exow. Możemy je odczytać jako Jeksowo. Forma ta wskazuje, że była to nazwa dzierżawcza powstała na bazie imienia pierwotnego właściciela czy założyciela wsi zwanego Jeksa. Imię to było zdrobnieniem od imienia Jakub.
W XVI w. wieś zapisywana jest już jako Kczewo w rodzaju nijakim lub Kczew w rodzaju męskim. Przejście z formy Jeksowo do Kczewo dokonało się poprzez zanik pierwszej sylaby Je- i wymianie głosowej -ks- na -kcz-. Urzędowa nazwa niemiecka w czasach pruskich (1772-1920) i w latach II wojny światowej (1939-1945) bazowała na zapisach z czasów krzyżackich i brzmiała Exau.

## Historia miejscowości
Metryka Kczewa sięga czasów krzyżackich, kiedy to wieś należała do dóbr sulmińskich. W roku 1397 kronika podaje, że posiadacz o imieniu Przybko, zastawił na rzecz klasztoru w Kartuzach 9 mórg miejscowych łąk. 
W drugiej połowie XVI wieku prywatna wieś szlachecka w powiecie gdańskim województwa pomorskiego.
W roku 1892 wieś miała 150 mieszkańców, 116 Kaszubów katolików i 34 Niemców ewangelików. Oficjalny pruski spis powszechny z 1910 r. podaje 174 mieszkańców, w tym, na podstawie deklarowanego języka ojczystego, 152 Kaszubów, 10 Niemców i jednego Polaka.
W roku 1913 właścicielem dóbr kczewskich był Martin Barz z Jekmucy.
W latach 1975–1998 miejscowość należała administracyjnie do województwa gdańskiego.